# Álvaro Negredo
Álvaro Negredo Sánchez (n. 20 august 1985, Madrid, Spania) este un fotbalist spaniol liber de contract, care joacă pe post de atacant. Pe plan internațional, are prezențe la națională pentru Spania U-21 și Spania.
Poreclit La fiera de Vallecas (fiera din Vallecas), Negredo a mai jucat pentru Rayo Vallecano, Real Madrid Castilla și UD Almería.

## Carieră

### Real Madrid
Născut în Madrid, Negredo și-a început cariera la Rayo Vallecano, debutând în fotbalul profesionist în 2005, cu echipa atunci în a treia divizie. A jucat între 2005 și 2007 la echipa a doua a lui Real Madrid, Real Madrid Castilla. Debutând la prima echipă într-un amical cu Atlético Madrid.

### Almería
În iulie 2007, Negredo a fost vândut la nou-promovații în La Liga, UD Almería, Real Madrid având opțiunea de recumpărare. A debutat pe 26 august, într-o victori șoc cu 3-0 contra celor de la Deportivo de La Coruña. Pe 2 februarie 2008, a marcat din penalty în victoria cu 2–0 împotriva fostei sale echipe.
Negredo a terminat sezonul ca golgheter al echipei cu 13 goluri, Almeria clasându-se pe locul 8. În sezonul 2008-2009 a fost din nou golgheterul echipei cu 19 goluri, dar echipa a terminat doar pe locul 11.

### Revenirea la Real Madrid/Sevilla
Real Madrid l-a recumpărat pe Negredo în vara lui 2009 pentru 5 milioane € și jucătorul a revenit la prima echipă pe 10 iulie 2009. 
În pre-sezon a marcat un gol împotriva formației ecuadoriene LDU Quito, într-o victorie 4–2 la Cupa Păcii 2009.
Negredo a semnat în 2009 cu Sevilla, unde a debutat pe 31 august 2009, împotriva Valenciei, fiind introdus în minutul 37 al înfrângerii cu 2-0. Două săptămâni mai târziu a reușit să marcheze primul său gol într-o victorie cu 2-0 contra Osasunei.

### Manchester City
Pe 19 iulie 2013, Manchester City a semnat pe 4 ani cu jucătorul pentru suma de 16 milioane de euro.
Negredo a debutat pe 19 august 2013 înlocuindu-l pe David Silva într-un meci cu Newcastle câștigat cu 4-0. El a marcat primul gol pe 25 august contra nou-promovatei Cardiff City.
Pe 5 noiembrie 2013 Negredo a înscris primul său hat-trick contribuind la calificarea în UCL contra ȚSKA Moscova. Această performanță a fost prima în istoria echipei,performanța de a marca 3 goluri în același meci în Liga Campionilor.

## Cariera internațională
Negredo a debutat pentru naționala Spaniei pe 6 octombrie 2006 într-un meci cu Armenia. A reușit să marcheze două goluri (și două pase de gol) în victoria 5-2 cu Bosnia și Herțegovina.

### Goluri internaționale
| #   | Data              | STadion                                            | Adversar                   | Scor | Rezultat | Competiția                                             |
| --- | ----------------- | -------------------------------------------------- | -------------------------- | ---- | -------- | ------------------------------------------------------ |
| 1.  | 14 octombrie 2009 | Bilino Polje, Zenica, Bosnia și Herțegovina        | Bosnia și Herțegovina      | 0–3  | 2–5      | Calificările pentru Campionatul Mondial de Fotbal 2010 |
| 2.  | 14 octombrie 2009 | Bilino Polje, Zenica, Bosnia and Herzegovina       | Bosnia și Herțegovina      | 0–4  | 2–5      | Calificările pentru Campionatul Mondial de Fotbal 2010 |
| 3.  | 4 iunie 2011      | Gillette Stadium, Foxborough, SUA                  | Statele Unite ale Americii | 0–2  | 0–4      | Meci amical                                            |
| 4.  | 6 septembrie 2011 | Las Gaunas, Logroño, Spain                         | Liechtenstein              | 1–0  | 6–0      | Preliminariile Campionatului European de Fotbal 2012   |
| 5.  | 6 septembrie 2011 | Las Gaunas, Logroño, Spania                        | Liechtenstein              | 2–0  | 6–0      | Preliminariile Campionatului European de Fotbal 2012   |
| 6.  | 30 mai 2012       | Stade de Suisse, Berna, Elveția                    | Coreea de Sud              | 4–1  | 4–1      | Meci amical                                            |
| 7.  | 14 august 2013    | Monumental Isidro Romero Carbo, Guayaquil, Ecuador | Ecuador                    | 0–1  | 0–2      | Meci amical                                            |
| 8.  | 6 septembrie 2013 | Olympic Stadium, Helsinki, Finlanda                | Finlanda                   | 0–2  | 0–2      | Calificările pentru Campionatul Mondial de Fotbal 2014 |
| 9.  | 11 octombrie 2013 | Iberostar Stadium, Palma, Spain                    | Belarus                    | 2–0  | 2–1      | Calificările pentru Campionatul Mondial de Fotbal 2014 |
| 10. | 15 octombrie 2013 | Carlos Belmonte, Albacete, Spain                   | Georgia                    | 1–0  | 2–0      | Calificările pentru Campionatul Mondial de Fotbal 2014 |

## Palmares

### Club
Sevilla
- Copa del Rey: 2009–2010
- Supercopa de España

Finalist: 2010
Manchester City
- Premier League: 2013–14
- Football League Cup: 2013–14

### Națională
- Campionatul European de Fotbal: 2012

### Individual
- Trofeul Zarra: 2010–11, 2012–13
- Golgheter Football League Cup: 2013–14

## Statistici carieră

### Club
La 31 mai 2014.
| Club             | Sezon         | Campionat          | Campionat | Campionat | Cupă    | Cupă   | Cupa Ligii | Cupa Ligii | Europa  | Europa | Altele  | Altele | Total   | Total  |
| Club             | Sezon         | Divizia            | Meciuri   | Goluri    | Meciuri | Goluri | Meciuri    | Goluri     | Meciuri | Goluri | Meciuri | Goluri | Meciuri | Goluri |
| ---------------- | ------------- | ------------------ | --------- | --------- | ------- | ------ | ---------- | ---------- | ------- | ------ | ------- | ------ | ------- | ------ |
| Rayo Vallecano B | 2003–04       | Tercera División   | 15        | 14        | —       | —      | —          | —          | —       | —      | —       | —      | 15      | 14     |
| Rayo Vallecano B | 2004–05       | Tercera División   | 25        | 14        | —       | —      | —          | —          | —       | —      | —       | —      | 25      | 14     |
| Rayo Vallecano B | Total         | Total              | 40        | 28        | —       | —      | —          | —          | —       | —      | —       | —      | 40      | 28     |
| Rayo Vallecano   | 2004–05       | Segunda División B | 12        | 1         | 0       | 0      | —          | —          | —       | —      | 1       | 0      | 13      | 1      |
| Real Madrid B    | 2005–06       | Segunda División   | 25        | 4         | —       | —      | —          | —          | —       | —      | —       | —      | 25      | 4      |
| Real Madrid B    | 2006–07       | Segunda División   | 40        | 18        | —       | —      | —          | —          | —       | —      | —       | —      | 40      | 18     |
| Real Madrid B    | Total         | Total              | 65        | 22        | —       | —      | —          | —          | —       | —      | —       | —      | 65      | 22     |
| Almería          | 2007–08       | La Liga            | 36        | 13        | 2       | 0      | —          | —          | —       | —      | —       | —      | 38      | 13     |
| Almería          | 2008–09       | La Liga            | 34        | 19        | 1       | 0      | —          | —          | —       | —      | —       | —      | 35      | 19     |
| Almería          | Total         | Total              | 70        | 32        | 3       | 0      | —          | —          | —       | —      | —       | —      | 73      | 32     |
| Sevilla          | 2009–10       | La Liga            | 35        | 11        | 7       | 2      | —          | —          | 7       | 1      | —       | —      | 49      | 14     |
| Sevilla          | 2010–11       | La Liga            | 38        | 20        | 7       | 5      | —          | —          | 8       | 1      | 2       | 0      | 55      | 26     |
| Sevilla          | 2011–12       | La Liga            | 30        | 14        | 4       | 0      | —          | —          | 2       | 0      | —       | —      | 36      | 14     |
| Sevilla          | 2012–13       | La Liga            | 36        | 25        | 6       | 6      | —          | —          | —       | —      | —       | —      | 42      | 31     |
| Sevilla          | Total         | Total              | 139       | 70        | 24      | 13     | —          | —          | 17      | 2      | 2       | 0      | 182     | 85     |
| Manchester City  | 2013–14       | Premier League     | 32        | 9         | 4       | 3      | 5          | 6          | 7       | 5      | —       | —      | 48      | 23     |
| Total carieră    | Total carieră | Total carieră      | 357       | 162       | 31      | 16     | 5          | 6          | 24      | 7      | 3       | 0      | 420     | 191    |

### Internațional
La 30 mai 2014.
| Națională | An    | Meciuri | Goluri |
| --------- | ----- | ------- | ------ |
| Spania    | 2009  | 4       | 2      |
| Spania    | 2010  | 0       | 0      |
| Spania    | 2011  | 3       | 3      |
| Spania    | 2012  | 5       | 1      |
| Spania    | 2013  | 9       | 4      |
| Total     | Total | 21      | 10     |

## Viața personală
Frații mai mari ai lui Álvaro Negredo, César și Rubén, de asemenea sunt fotbaliști, primul fundaș, iar al doilea - atacant. Ambii au jucat întreaga lor carieră la cluburi din divizia a treia sau mai jos.